# (200085) 1991 RR19
(200085) 1991 RR19 es un asteroide perteneciente al cinturón de asteroides, descubierto el 14 de septiembre de 1991 por Henry E. Holt desde el Observatorio del Monte Palomar, Estados Unidos.

## Designación y nombre
Designado provisionalmente como 1991 RR19.

## Características orbitales
1991 RR19 está situado a una distancia media del Sol de 2,569 ua, pudiendo alejarse hasta 3,378 ua y acercarse hasta 1,760 ua. Su excentricidad es 0,314 y la inclinación orbital 4,020 grados. Emplea 1504,51 días en completar una órbita alrededor del Sol.

## Características físicas
La magnitud absoluta de 1991 RR19 es 16,6.